# Швейков
Швейков (укр. Швейків) — село в Монастырисской городской общине Чортковского района Тернопольской области Украины.
До 2020 года входило в Монастырисский район.
Население по переписи 2001 года составляло 787 человек. Почтовый индекс — 48314. Телефонный код — 3555.

## История
С 1964 по 1991 года село носило название Трудолюбовка.